# Witloof Bay
Witloof Bay ist eine sechsköpfige, seit 2005 bestehende belgische A-cappella-Gruppe.

## Werdegang
Sie singt unter anderem humorvolle Vokal-Versionen von Stücken von Survivor, Shakira und Britney Spears, wobei nicht selten die Mann/Frau-Gesangsrollen vertauscht wurden.
Am 12. Februar 2011 gewann Witloof Bay mit dem Titel With Love Baby den nationalen belgischen Vorentscheid zum Eurovision Song Contest 2011. Im zweiten Halbfinale fehlte der Gruppe dann ein Punkt auf den für das Erreichen des Finales notwendigen 10. Platz, für das sie sich somit nicht qualifizieren konnte.

## Diskografie
Alben
- 2008: Witloof Bay

Singles
- 2011: With Love Baby (AKA Music)
- 2013: Elle s’en va